# 緬甸板塊

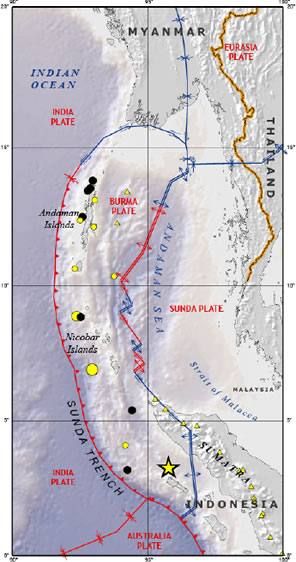
缅甸板块，与印度板块(巽他海沟)和巽他板块(经安达曼海)

緬甸板塊（Burma Plate）是東南亞的小型板塊，常被認為是歐亞大陸板塊的一部分，安達曼群島、尼科巴群島和蘇門答臘西北部位於這個板塊上，東面和西面分別以转形断层和爪哇海沟潜没区與巽他板塊和印度板塊相接。2004年12月26日，緬甸板塊與印度-澳洲板塊之間的活動造成矩震級9.3的2004年印度洋大地震。

## 构造史
在该地区重建的历史模型中，印度-澳洲板块整体向北移动并撞上欧亚大陆，这一事件开始于约50–55Ma的始新世。这次碰撞导致了持续至今的喜马拉雅运动，还使得印度-澳洲板块分裂为今日的印度板块、澳洲板块，可能还有摩羯座板块。:287–288
印度板块以相对较快的每年16cm向北漂移，同时它也逆时针旋转。这样一来板块东缘与欧亚板块的聚合板块边缘(缅甸-安达曼-马来区域)就呈斜角。
俯冲过程伴随的变形引发巽他岛弧的顺时针弯曲；在晚渐新世(约32Ma)产生了更多的断层，缅甸和巽他板块开始从欧亚板块上脱离。
中上新世(3–4 Ma)后，在一系列转换断层作用，以及印度板块持续俯冲到缅甸板块下的带动下，弧后盆地形成了边缘盆地和洋底扩张中心，后来成为安达曼海。

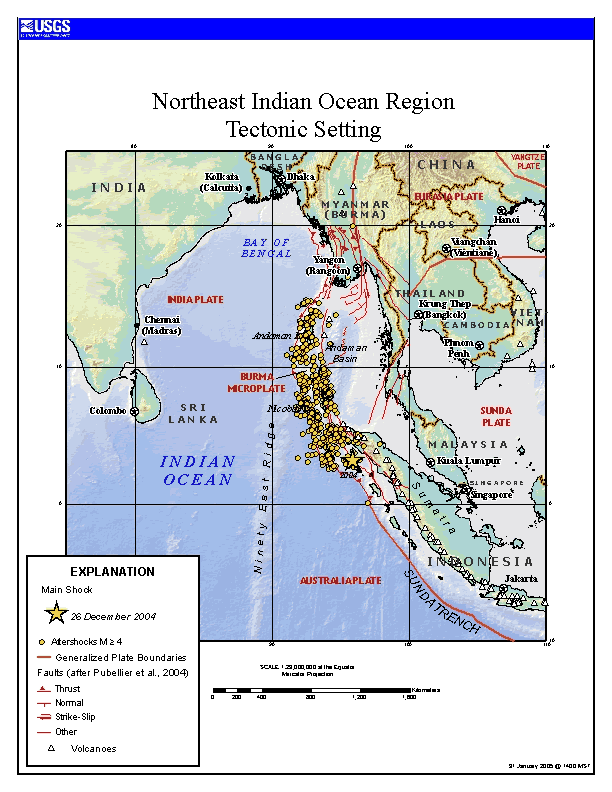
西巽他岛弧和海沟引发构造活动和地震活动。